# Прапор міського округу Електросталь
Прапор міського округу Електросталь разом з гербом є офіційними символами міста та міського округу Електросталь.

## Опис
2 квітня 1998 рішенням Ради депутатів міста № 76 / 16 було затверджено положення про прапор міста Електросталь . Прапор являє собою прямокутне червоне полотнище із зображенням Гефеста перед ковадлом ( фігури міського герба ), зміщеним від центру до древка. Край одягу Гефеста на зображенні розвівається за його спиною у вигляді декоративного завитка. Співвідношення ширини і довжини полотнища 2:3, габаритна висота композиції з Гефестом і ковадлом становить 3:4 від ширини полотнища прапора; вертикальна вісь ковадла знаходиться на відстані від древка, рівному 1/3 довжини полотнища; відстань від древка до краю композиції з Гефестом і ковадлом дорівнює відстані від краю одягу Гефеста до вільного краю полотнища. Автор прапора - Костянтин Моченов ( г.Химки ) , художник - Роберт Маланіч (м.Москва). Прапор і герб міста встановлені на будівлі , в якому працюють Рада депутатів і Адміністрація міста .